# Resolutie 454 Veiligheidsraad Verenigde Naties
Resolutie 454 van de Veiligheidsraad van de Verenigde Naties werd op 2 november 1979 aangenomen. Dat gebeurde met twaalf stemmen voor, geen stem tegen en drie onthoudingen van Frankrijk, het Verenigd Koninkrijk en de Verenigde Staten.

## Achtergrond
Meer dan een decennium nadat de VN het mandaat van Zuid-Afrika over Namibië hadden beëindigd, had Zuid-Afrika Namibië nog steeds in handen. Die illegale bezetting werd veroordeeld in resolutie 310 en Zuid-Afrika kreeg middels resolutie 418 een wapenembargo opgelegd. Buurlanden van Namibië die de onafhankelijkheidsbewegingen aldaar steunden werden door Zuid-Afrika aangevallen.

## Inhoud
De Veiligheidsraad:
- Heeft de vraag van Angola en het communiqué van de MPLA-Arbeiderspartij in overweging genomen.
- Heeft de verklaring van Angola gehoord.
- Herinnert aan de resoluties 387 en 447, die de Zuid-Afrikaanse agressie tegen Angola veroordeelden.
- Is erg bezorgd over de gewapende invasies.
- Is ervan overtuigd dat deze daden bedoeld zijn om de onderhandelingen te schaden.
- Betreurt de doden en de schade.
- Vreest dat de daden van agressie een consistent patroon van geweld vormen, gericht tegen landen aan het front die bevrijdingsbewegingen in Namibië, Zimbabwe en Zuid-Afrika steunen.

1. Veroordeelt de Zuid-Afrikaanse agressie tegen Angola.
2. Roept Zuid-Afrika op de provocaties en agressie onmiddellijk te stoppen en zich uit Angola terug te trekken.
3. Eist dat Zuid-Afrika de onafhankelijkheid, soevereiniteit en territoriale integriteit van Angola respecteert.
4. Eist ook dat Zuid-Afrika stopt met het gebruik van Namibië, dat het illegaal bezet, als uitvalsbasis om Angola en aangrenzende landen aan te vallen.
5. Vraagt de lidstaten Angola en andere frontlanden te helpen met het versterken van hun verdediging.
6. Besluit op de hoogte te blijven.

## Verwante resoluties
- Resolutie 428 Veiligheidsraad Verenigde Naties
- Resolutie 447 Veiligheidsraad Verenigde Naties
- Resolutie 466 Veiligheidsraad Verenigde Naties
- Resolutie 473 Veiligheidsraad Verenigde Naties

Lijst ·  444 ·  445 ·  446 ·  447 ·  448 ·  449 ·  450 ·  451 ·  452 ·  453 ·  454 ·  455 ·  456 ·  457 ·  458 ·  459 ·  460 ·  461